# Scic (equipo ciclista)
El equipo Scic, fue un equipo ciclista italiano, de ciclismo en ruta que compitió entre 1969 a 1979. Su principal victoria fue la general del Giro de Italia por parte de Giuseppe Saronni.

## Corredor mejor clasificado en las Grandes Vueltas
| Año  | Giro de Italia               | Tour de Francia       | Vuelta a España |
| ---- | ---------------------------- | --------------------- | --------------- |
| 1969 | 12.º Vittorio Adorni         | -                     | -               |
| 1970 | 10.º Vittorio Adorni         | 60.º Attilio Benfatto | -               |
| 1971 | 11.º Enrico Paolini          | 66.º Luciano Armani   | -               |
| 1972 | 35.º Michele Dancelli        | -                     | -               |
| 1973 | 13.º Gösta Pettersson        | -                     | -               |
| 1974 | 2.º Giambattista Baronchelli | -                     | -               |
| 1975 | 7.º Walter Riccomi           | -                     | -               |
| 1976 | 5.º Giambattista Baronchelli | 5.º Walter Riccomi    | -               |
| 1977 | 3.º Giambattista Baronchelli | -                     | -               |
| 1978 | 2.º Giambattista Baronchelli | -                     | -               |
| 1979 | 1.º Giuseppe Saronni         | -                     | -               |

## Principales resultados
- Vuelta a Suiza: Vittorio Adorni (1969),
- Giro del Veneto: Mino Denti (1969), Giancarlo Polidori (1971), Enrico Paolini (1972), Giuseppe Saronni (1977)
- Giro de Toscana: Giancarlo Polidori (1971), Tino Conti (1975)
- Giro de Emilia: Enrico Paolini (1975)
- Vuelta al País Vasco: Gianbattista Baronchelli (1976)
- Giro de Lombardía: Gianbattista Baronchelli (1977)
- Tour de Romandía: Gianbattista Baronchelli (1977), Giuseppe Saronni (1979)
- Gran Premio de Midi Libre: Wladimiro Panizza (1977), Giuseppe Saronni (1979)
- Tirreno-Adriático: Giuseppe Saronni (1978)
- Giro di Puglia: Giuseppe Saronni (1978)
- Campeonato de Zúrich: Giuseppe Saronni (1979)

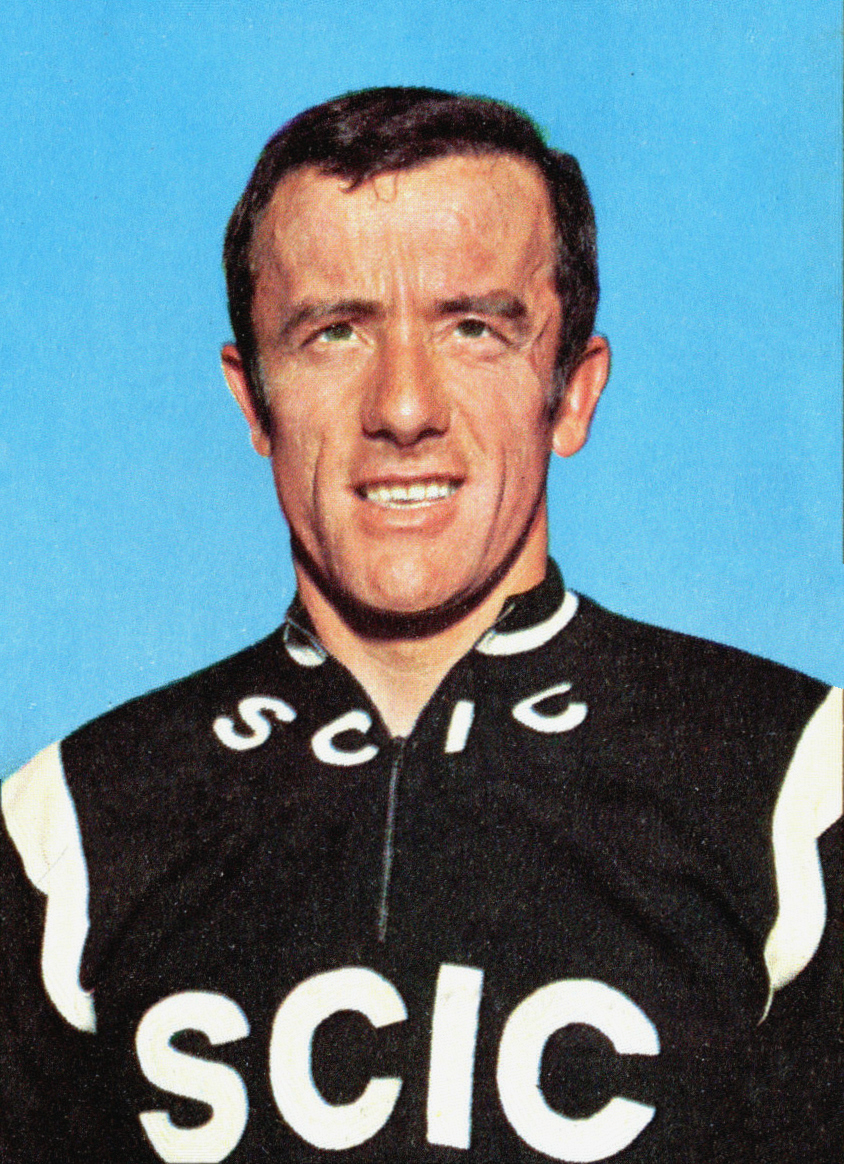
Adriano Durante

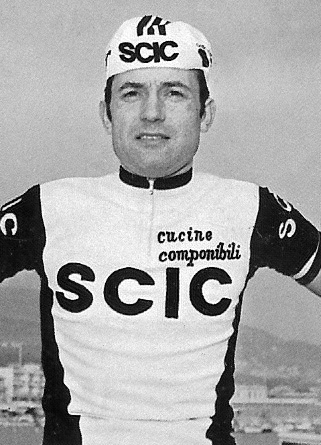
Enrico Paolini

### A las grandes vueltas
- Giro de Italia
  - 11 participaciones (1969, 1970, 1971, 1972, 1973, 1974, 1975, 1976, 1977, 1978, 1979)
  - 26 victorias de etapa:
    - 2 el 1969: Vittorio Adorni, Attilio Benfatto
    - 2 el 1970: Enrico Paolini, Luciano Armani
    - 2 el 1971: Enrico Paolini, Davide Boifava
    - 2 el 1972: Attilio Benfatto, Enrico Paolini
    - 5 el 1974: Franco Bitossi (3), Enrico Paolini (2)
    - 2 el 1975: Enrico Paolini, Franco Bitossi
    - 1 el 1976: Luciano Conati
    - 2 el 1977: Ercole Gualazzini, Gianbattista Baronchelli
    - 5 el 1978: Giuseppe Saronni (3), Enrico Paolini, Gianbattista Baronchelli
    - 3 el 1979: Giuseppe Saronni (3)

  - 1 clasificación finales:
    - Giuseppe Saronni (1979)

  - 1 clasificación secundaria:
    - Clasificación por puntos: Giuseppe Saronni (1979)

- Tour de Francia
  - 3 participaciones (1970, 1971, 1976)
  - 3 victorias de etapa:
    - 1 el 1971: Luciano Armani
    - 2 el 1976: Miguel Mari Lasa, Wladimiro Panizza

  - 0 clasificaciones secundarias:

- Vuelta en España
  - 0 participaciones
  - 0 victorias de etapa:
  - 0 clasificaciones secundarias: